# DFS 230

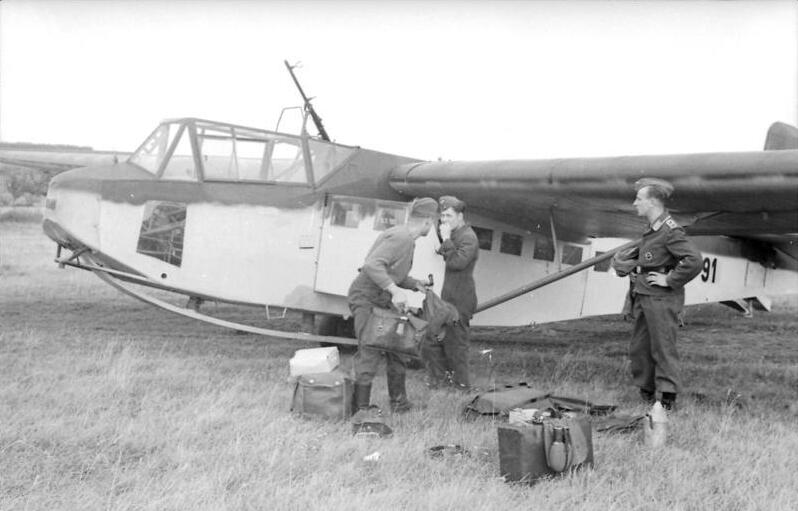
Chargement d'un DFS 230

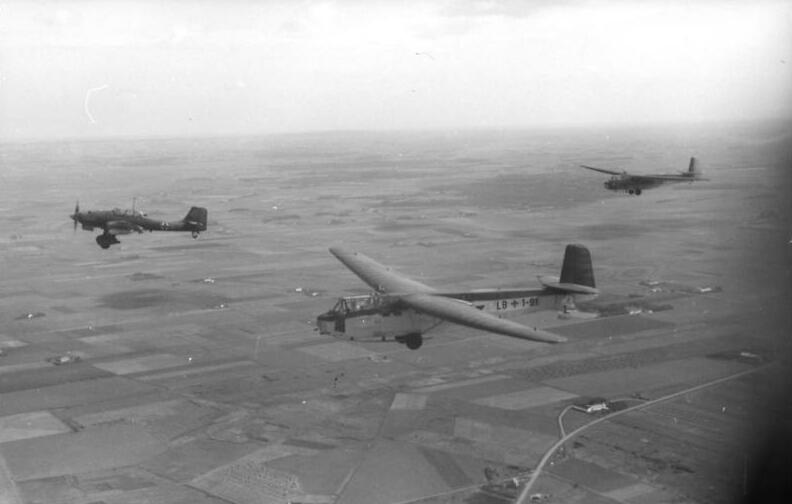
Des DFS 230 en vol en Italie, tractés par des Stukas

Le DFS 230 est le planeur standard utilisé par la Luftwaffe pendant la Seconde Guerre mondiale.
Dans le cadre des opérations aéroportées, il pouvait transporter 10 soldats, neuf dans la carlingue qui se poseront avec l'appareil plus celui spécialement formé pour piloter dans le cockpit. Utilisé pour le transport de matériel, le planeur pouvait charger jusqu'à 1 200 kg.
Le DFS 230 a été utilisé dans de nombreuses opérations aéroportées, notamment pour l'attaque du fort belge d'Ében-Émael, la bataille de Crète, la libération de Mussolini au Campo Imperatore et l'attaque contre le village de Vassieux-en-Vercors.

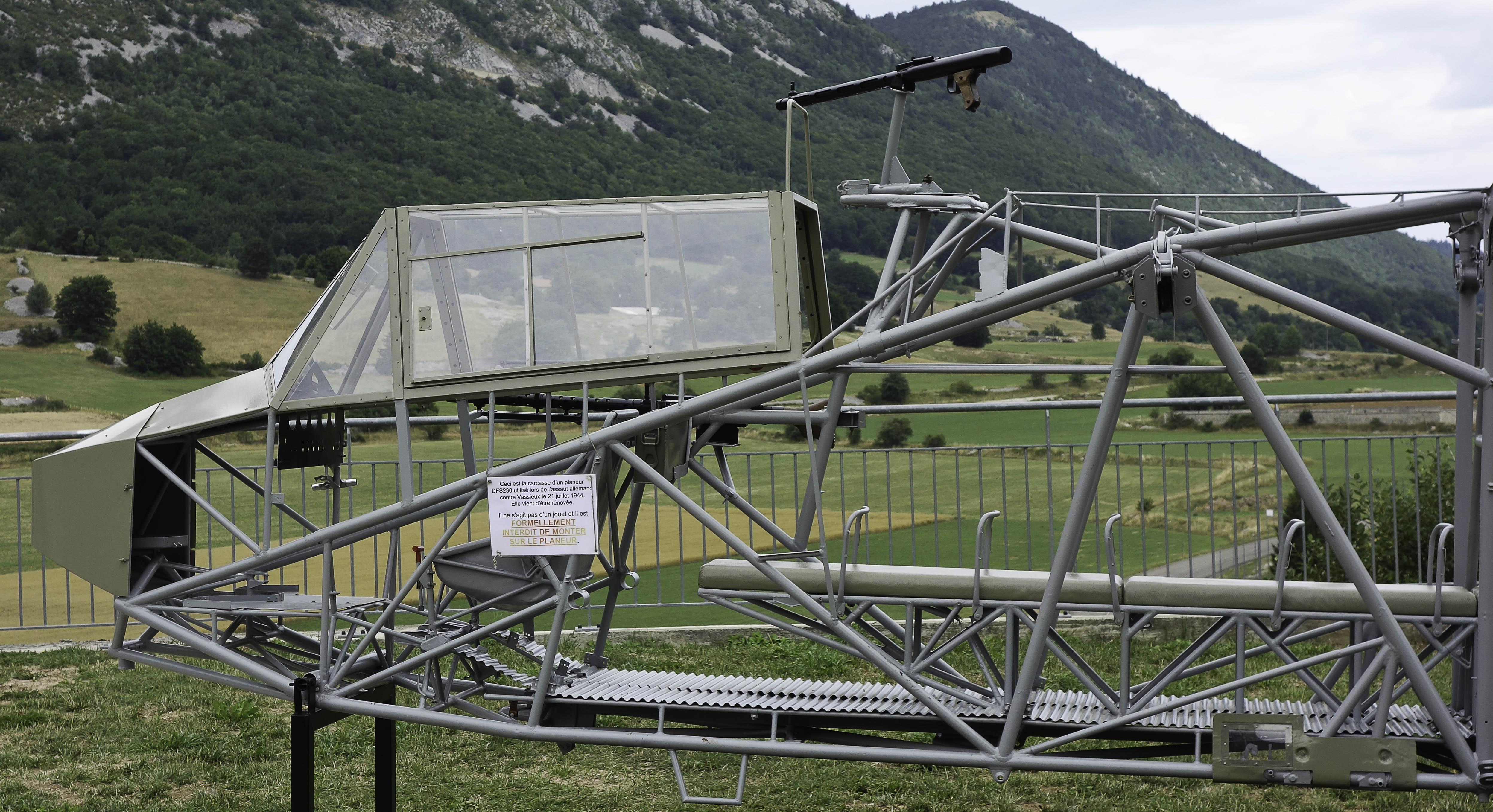
Carcasse de DFS-230 restaurée pour le musée de la résistance de Vassieux-en-Vercors.

## Production
Le développement du DFS 230 débuta en 1936 au centre de recherche allemande sur le vol à voile (Deutsche Forschungsanstalt für Segelflug) à Darmstadt sous la direction du Dipl.-Ing. Hans Jacobs.
La production en série des DFS 230 a été lancée en juillet 1939. Le 30 juin 1940 a livré les premiers 109 appareils. La production s'est terminée en avril 1942, après que la construction du Gotha Go 242 ait été lancée avec succès. Le C-1 a été seulement construit d'avril à juillet 1944 par Mráz.
Unité de DFS 230 au 30 novembre 1944:
| Version | Hartwich | Erla | GWF | Bückers | BMM | Mráz | Total |
| ------- | -------- | ---- | --- | ------- | --- | ---- | ----- |
| A       | 622      | 32   |     |         |     |      | 654   |
| B-2     | 214      | 138  | 23  | 170     | 391 |      | 936   |
| C-1     |          |      |     |         |     | 13   | 13    |
| Total   | 836      | 170  | 23  | 170     | 391 | 13   | 1 603 |

## Service opérationnel
Les DFS 230 A-1 furent utilisés lors des attaques en Hollande et en Belgique en mai 1940 notamment pour l'attaque du fort d'Ében-Émael. Ils furent ensuite remplacés par le DFS 230 B-1, qui atterrissait plus court. Pour ce faire, il était doté d'un parachute de freinage et recevait une mitrailleuse  pour tirer vers l'avant. C'était le modèle standard lors de l'assaut en Crète.

## Variantes
- DFS 230 A-1 - Version initiale
- DFS 230 A-2 - A-1 avec deux postes de pilotage
- DFS 230 B-1 - Ajout d'un parachute de freinage, possibilité d'un armement défensif (Mitrailleuse MG 34)
- DFS 230 B-2 - B-1 avec deux postes de pilotage
- DFS 230 C-1 - Version tardive; B-1 avec roquettes de freinage
- DFS 230 D-1 - C-1 avec roquettes de freinage amélioré, un prototype (DFS 230 V6)
- DFS 230 F-1 - Version plus grande avec capacité de 15 soldats, un prototype (DFS 230 V7, DV+AV)